# Murchisonia fragrans
Murchisonia fragrans là một loài thực vật có hoa trong họ Măng tây. Loài này được Brittan mô tả khoa học đầu tiên năm 1971.